# ميلان ميلوسيفيتش
ميلان ميلوسيفيتش مواليد 26 سبتمبر 1985 في جمهورية البوسنة والهرسك الاشتراكية، جمهورية يوغوسلافيا الاشتراكية الاتحادية، هو لاعب كرة سلة بوسني. بدأ مسيرته الاحترافية في سنة 2003. يحمل الرقم 8. يبلغ طوله 6 قدم 8.75 بوصة (2.1 م).

## المسيرة الاحترافية
لعب مع نادي ريد ستار لكرة السلة في موسم 2008–2009، ثم لعب مع نادي بوسنا رويال لكرة السلة في موسم 2009–2010، ثم لعب مع نادي بودوشنوست لكرة السلة من سنة 2011 إلى 2013، ثم لعب مع زلاتوروج لاشكو في موسم 2013–2014، ثم لعب مع نادي إيه إي كي لكرة السلة في سنة 2014.

## روابط خارجية
- ميلان ميلوسيفيتش على موقع الاتحاد الدولي لكرة السلة (الإنجليزية)
- ميلان ميلوسيفيتش على موقع كرة السلة الأوروبية.كوم (الإنجليزية)
- ميلان ميلوسيفيتش على موقع DraftExpress.com (الإنجليزية)
- ميلان ميلوسيفيتش على موقع ريلجم (الإنجليزية)
- ميلان ميلوسيفيتش على موقع بروبوليرز (الإنجليزية)
- ميلان ميلوسيفيتش على موقع سبورتس رفرنس (الإنجليزية)